# Няня (провінція)
Няня (фр. Gnagna) — одна з 45 провінцій Буркіна-Фасо. Знаходиться в Східному регіоні, адміністративний центр провінції — місто Боганде. Площа Няня — 8 468 км².
Населення станом на 2006 рік — 407 639 осіб.

## Адміністративний поділ
Няня підрозділяється на 7 департаментів.